# 계포
계포(季布, ? ~ ? )는 고대 중국 초나라의 군인이며, 전한의 정치가이다.

## 생애
임협으로 초나라에서 명성이 있었다. 항우(項羽)와 항량(項梁)이 회계에서 반진 거병을 한 이래, 종리말(鍾離昩)과 함께 최고참 장수로서 초한전 막바지까지 항우를 보좌하였다.
항우 사후 한 고조(高祖)는 그의 목에 1,000금을 걸었다. 계포는 복양(濮陽)의 주(周)씨 집에 은둔했고, 자신을 풀어주려고 한 주씨의 계책을 받아들여 노나라의 임협으로 유명한 주가(朱家)에 종으로 팔려갔다. 주가는 집안 사람들에게 새로 산 종이 계포임을 숨기고 낙양으로 가서 하후영(夏侯嬰)을 만나 계포를 쓰도록 고조에게 말해 달라고 설득했다. 하후영은 내심 계포를 현명하다고 평가했기 때문에 이를 받아들였고, 적당한 기회에 고조에게 주선해 계포는 사면을 받았다. 이후 황제를 찾아가 감사의 말을 전했고, 한을 섬겨 낭중(郞中)이 되었다. 이후 고황후의 치세에 중랑장(中郞將)을 지냈고, 하동태수(河東太守)로 승진했다.
중랑장 시절, 기원전 192년에 흉노의 선우 묵돌(冒頓)이 고황후에게 무례한 편지를 보냈다. 고황후가 분노하여 조회를 열었고, 고황후의 제부인 번쾌(樊噲)가 10만 군사를 거느리고 흉노를 정벌할 수 있다고 호언장담했고 여러 장수들이 모두 고황후와 번쾌에게 아부했는데, 계포는 홀로 백등산 포위전의 실패를 거론하며 번쾌의 계획을 정면에서 비판하였다. 결국 고황후는 다시 흉노 정벌을 의논하지 않았다.
조구생(曹丘生)이라는 사람은 초나라 출신으로 변술에 능해 여러 사람에게 아첨해 명성을 얻었는데, 특히 문제(文帝)의 황후인 효문황후의 오빠 두건(竇建)과 친했다. 이를 들은 계포는 두건에게 편지를 보내 조구생을 가까이 하지 말라고 했다. 조구생은 초나라로 돌아가면서 두건을 만나 계포를 만나겠다고 소개장을 청했고, 두건은 만류했으나 한사코 우겨 계포에게 소개장을 보냈다. 계포는 이를 받고 분노해 조구생을 기다렸는데, 조구생은 계포를 만나 말했다.
| “ | 초나라 사람들은 '황금 백 냥을 얻는 것은 계포의 한마디 승낙을 받는 것보다 못하다(得黃金百斤 不如得季布一諾)'라고 말하는데, 어떻게 양나라와 초나라 사이에서 그런 명성을 얻으셨습니까? 저도 족하도 모두 초나라 사람입니다. 제가 돌아다니며 족하의 이름을 천하에 날린다면, 그 때문에 중히 여김을 받지 않겠습니까? 어찌하여 족하는 저를 이렇게 멀리하십니까? | ” |

계포는 조구생의 말을 듣고 기뻐해 조구생과 교분을 쌓았고, 조구생이 돌아다니며 선전해 계포의 명성은 더욱 높아졌다. 계포는 한 번 약속을 하면 어떠한 일이 있어도 지키는 것으로 당대에 명성이 높았다. 여기에서 계포일락(季布一諾)이라는 고사가 유래하였다.
하동태수 시절, 문제는 계포를 어사대부(御史大夫)에 임명하려 하였으나 그가 술을 많이 마신다는 이야기를 듣고 임지로 돌려보냈다.